# Ibn Hishām

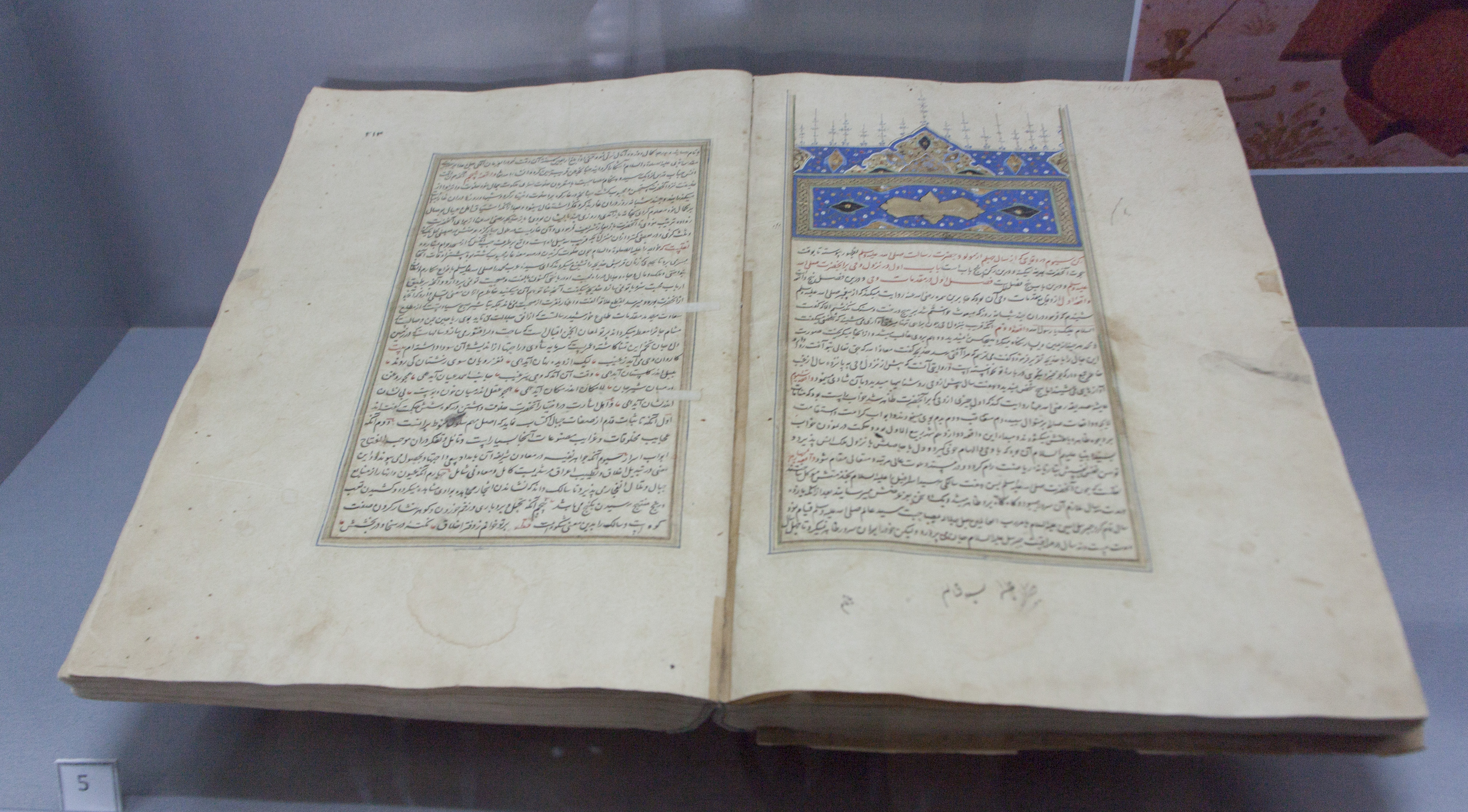
Biografía del profeta Mahoma.

Abū Muhammad ʿAbd al-Malik ibn Hishām ibn Ayyūb al-Himyarī, conocido como Ibn Hishām (en árabe: أبو محمد عبد الملك ابن هشام بن أيوب الحميري,Basora, siglo VIII-Egipto, 8 de mayo de 833/834) fue un historiador, biógrafo, genealogista y gramático árabe conocido por ser ser el primer conservador de la primera biografía del profeta Mahoma escrita por Ibn Ishaq.
Su familia era de origen himyarita y estudió en jadices de Kufa, más tarde se instaló en Egipto.